# Libodiscus ascitus
Il libodisco (Libodiscus ascitus) è un enigmatico organismo estinto, vissuto circa 350 milioni di anni fa, in prossimità del limite tra Devoniano e Carbonifero. I suoi resti sono stati rinvenuti in Alberta (Canada).

## Descrizione
L'aspetto di questo organismo era simile a un fiasco, lungo circa un centimetro e mezzo e ampio poco meno di un centimetro. Ai margini del corpo vi era una serie di placche, o forse di tentacoli appiattiti. A un'estremità un paio di estensioni simili a braccia si connettevano con una sorta di disco con segni concentrici. Il “fiasco” possedeva strutture trasversali dai rilievi prominenti; alcuni di questi erano disposti in modo più o meno regolare, mentre altri reperti mostrano una distribuzione marcatamente irregolare. Su quello che appare come la parete interna del fiasco, infine, erano presenti striature molto vicine l'una all'altra.

## Affinità
Le affinità di questo organismo sono del tutto ipotetiche: non vi è alcuna certezza di parentele con metazoi, piante o qualunque altro organismo vivente o estinto. Il disco, in ogni caso, è simile a una notevole quantità di fossili discoidali precedentemente attribuiti agli idrozoi.